# فيليكس أريكسون (لاعب كرة قدم)
فيليكس أريكسون هو لاعب كرة قدم سويدي، ولد في 21 مايو 2004 في Ljungby ‏ في السويد.

## وصلات خارجية
- فيليكس أريكسون (لاعب كرة قدم) على موقع اتحاد النرويج (النرويجية)
- فيليكس أريكسون (لاعب كرة قدم) على موقع اتحاد السويد (السويدية)
- فيليكس أريكسون (لاعب كرة قدم) على موقع قاعدة بيانات كرة القدم.إي يو (الإنجليزية)
- فيليكس أريكسون (لاعب كرة قدم) على موقع Soccerway.com (الإنجليزية)
- فيليكس أريكسون (لاعب كرة قدم) على موقع عالم كرة القدم.نت (الإنجليزية)